# Wiktor Dmitrijewitsch Kudrjawzew-Platonow

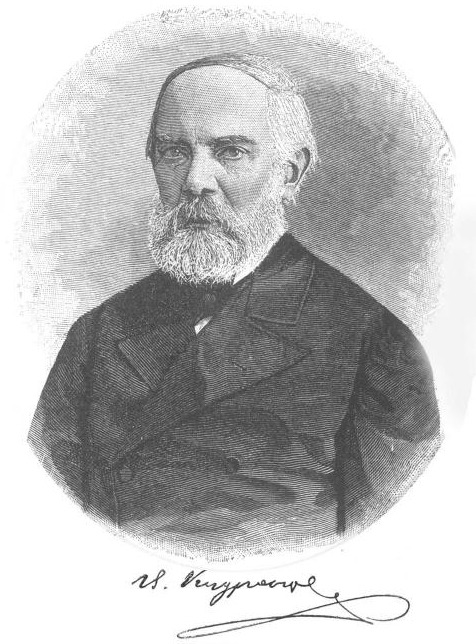
W. Kudrjawzew

 Wiktor Dmitrijewitsch Kudrjawzew-Platonow  (russisch Виктор Дмитриевич Кудрявцев-Платонов, wiss. Transliteration Viktor Dmitrievič Kudrjavcev-Platonov; geb. 1828; gest. 1891) war ein russischer Theologe und Religionsphilosoph, der als Professor für Philosophie an der Moskauer Geistlichen Akademie lehrte.

## Leben
Nachdem er sein Studium an der Moskauer Geistlichen Akademie abgeschlossen hatte, blieb er dort, um am Lehrstuhl für Philosophie Metaphysik und Geschichte der antiken und neuen Philosophie zu unterrichten. Im Jahr 1873 verteidigte er seine Doktorarbeit mit dem Titel Religion, ihr Wesen und Ursprung (russisch Религия, её сущность и происхождение). Sein Hauptinteresse galt der Erforschung der Geheimnisse des Weltenbaus durch die Vernunft, wobei er jedoch die Grenzen menschlicher Vernunft anerkannte. Ein zentraler Schwerpunkt seiner Arbeit lag in der Argumentation für die Existenz Gottes. Er leitete den Ursprung der Religion aus der direkten Einwirkung des Göttlichen auf den menschlichen Geist und der wechselseitigen inneren Empfindung des Menschen für das Göttliche ab:

„…Невозможно сколько-нибудь удовлетворительно для разума объяснить такое существование и всеобщее явление жизни рода человеческого, как религия, без признания истины бытия Существа верховного как высочайшего предмета религиозной веры
(in ungefährer deutscher Übersetzung:)
… Es ist unmöglich, ein so existentielles und universelles Phänomen des Lebens der Menschheit wie die Religion auf irgendeine zufriedenstellende Weise zu erklären, ohne die Wahrheit der Existenz des Höchsten Wesens als höchsten Gegenstand des religiösen Glaubens anzuerkennen.“

Nikolai Losski reiht W. Kudrjawzew in seiner Geschichte der russischen Philosophie unter die „Vorläufer (Precursors)  von Wladimir Solowjow“ ein (zusammen mit P. Jurkewitsch und N. Fjodorow).
Wassyl Senkiwskyj in seiner Geschichte der russischen Philosophie beschäftigt sich unter anderem mit den Aufgaben und Wegen der Philosophie nach W. D. Kudrjawzew, seiner Epistemologie, seiner Metaphysik sowie Kosmologie und Anthropologie.